# 蘇我理右衛門
蘇我 理右衛門（そが りえもん、号は壽濟、1572年（元亀3年） - 1636年7月31日（寛永13年6月29日））は、河内国五條（大坂枚岡）出身の安土桃山時代から江戸時代にかけての銅商。住友財閥の業祖と呼ばれ、家祖と呼ばれる義弟の住友政友とともに、創業者の1人に位置づけられる。

## 略歴
1572年、河内国五條（現在の大阪府東大阪市）の蘇我平兵衛の次男に生まれる。
銅精錬・銅細工の修業をし、1590年、京都寺町五条（松原）に「泉屋」として独立。
南蛮人からヒントを教わって粗銅から銀を分離する「南蛮吹き」という精錬技術を完成させ、その後、大坂の同業者仲間にも伝授した。
銅精錬のほか、銅山経営や銅貿易にも携わり、方広寺大仏（京の大仏）と「国家安康」の銘で知られる梵鐘用の銅を納入したとされる。
1636年6月29日に亡くなった。享年65。墓塔は高倉五條の浄土宗浄運院。

## 屋号について
屋号の「泉屋」については、近所の五条天神の夢告により「セン」の音が示され、父の蘇我平兵衛の出身地である和泉国から取って泉を充てている。

## 家族
住友政友の姉を妻とし、4男2女あったとされる。
長男の理兵衛友以は政友の娘を最初の妻に、義兄の政以の妻の亀を、それぞれの伴侶が亡くなった後に後妻に迎えて住友家に養子に入った。
次男の忠兵衛は浅井に改姓して二条高倉に移転して泉屋を継いだが、その子の忠右衛門の代に事業が住友家に吸収された。